# SMS Baden
SMS Baden byla bitevní loď třídy Bayern, sloužící německému císařskému námořnictvu, během první světové války. Patřila k nejmodernějším a nejlépe vyzbrojeným německým lodím, konkurovat jí mohla jen její sesterská loď SMS Bayern. Za svou službu se loď zúčastnila jen jedné akce v roce 1918. Po válce, a odplutí německého loďstva do Scapa Flow, byla na příkaz admirála Ludwiga von Reutera potopena, ale britským námořníkům se loď podařilo zachránit najetím na pláž. Nakonec byla potopena při cvičení britského královského námořnictva dne 21. června 1921.

## Konstrukce a stavba

Plavidla třídy Bayern byla tradičně velmi dobře pancéřována

Loď se začala stavět v roce 1912 v gdaňských loděnicích Schichau–Werke pod číslem 913. Po námořních zkouškách, byla spuštěna na vodu dne 30. října 1915. Stála 4 900 000 zlatých marek, a byla to poslední německá bitevní loď, která byla postavena až do známého Bismarcku ve 30. letech.
Baden byl 180 metrů dlouhý, 30 metrů vysoký a jeho ponor činil 9,4 metru. Výtlak plavidla dosahoval hodnoty 32 200 tun, což z něj dělalo největší loď německého císařského námořnictva. K jeho pohonu sloužily tři sady turbín Schichau, které produkovaly výkon 41 964 kW, díky čemuž loď mohla plout maximální rychlostí 22,1 uzlu (zhruba 41 kilometrů v hodině). Výzbroj lodě tvořila nová děla ráže 381 mm, poprvé použitá na německých lodích této třídy. Děla se nacházela ve čtyřech dvoudělových věžích. Sekundární výzbroj tvořilo 16 kanónů ráže 150 mm, dále dva kanóny ráže 88 mm a pět torpédometů ráže 600 mm. Posádku tvořilo 42 důstojníku a 1129 mužů, dohromady tedy 1171 mužů, kteří byli připraveni dne 14. března 1917 s novou lodí přejít do akce.

## Služba

### 1917

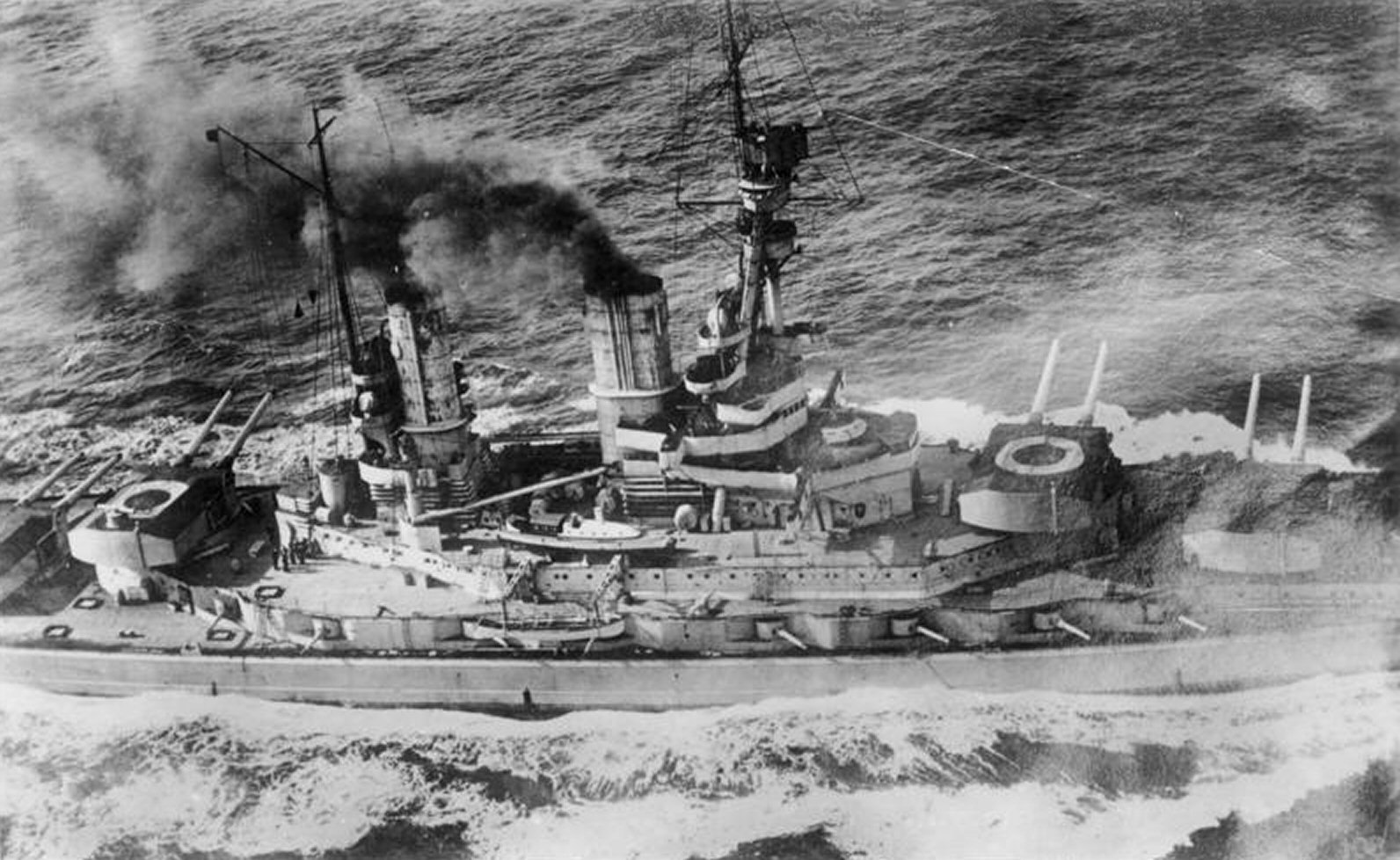
Detail SMS Baden

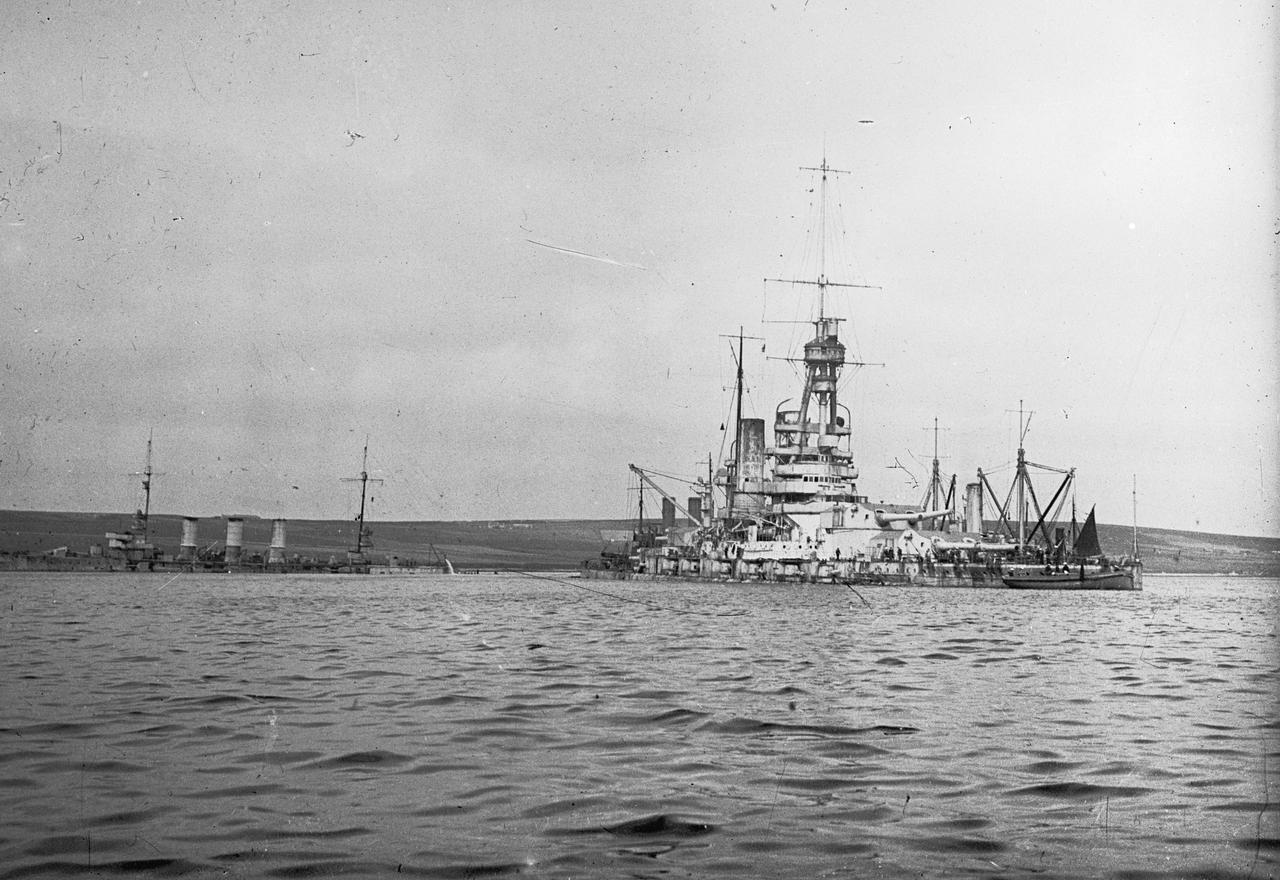
Potopený Baden ve Scapa Flow

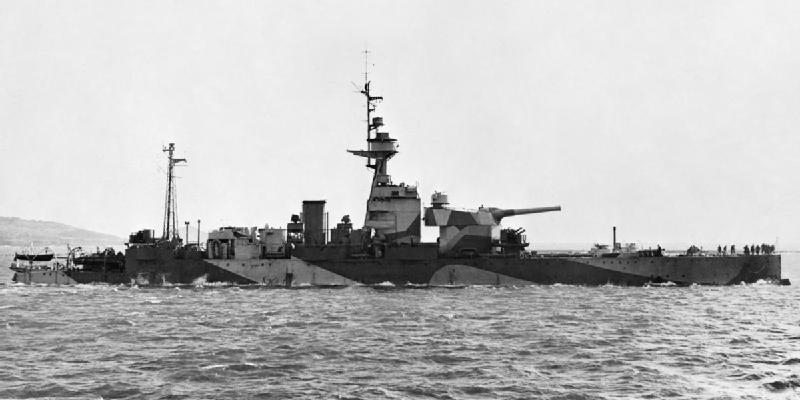
Baden poslala ke dnu 381mm děla monitoru HMS Erebus

Plavidlo se stalo vlajkovou lodí německého císařského námořnictva a plavil se na ní Franz von Hipper. Během tohoto roku se nic mimořádného nedělo, pouze během doprovázení SMS Kaiser najela loď na dno u Cuxhavenu, avšak tato nehoda nezpůsobila prakticky žádné škody.

### 1918 a internace do Scapa Flow
V roce 1918 došlo k jediné významnější akci Badenu. Akce byla uspořádána v souvislosti s britskými konvoji do Norska. Již v roce 1917 zaznamenaly německé lodě podružné úspěchy při potápění lodí v konvojích. David Beatty, velitel Royal Navy, se rozhodl, že bude konvoje chránit. Franz von Hipper vymyslel plán, podle něhož napadne ochranu konvojů, doufaje, že Beatty vyšle k jejich obraně část svých sil, které německé bitevní lodě zničí. Dne 23. dubna 1918 se naskytla příležitost. Hipper velící z paluby Badenu se snažil nalézt jádro britské flotily. To se mu však nezdařilo a navíc se bitevnímu křižníku SMS Moltke porouchal lodní šroub. Celá flotila se proto vrátila zpět na základnu. Od té doby se Baden žádné významnější vojenské operace nezúčastnil. 
Ke konci války bylo nařízeno německým admirálům Hipperovi a Scheerovi, aby se pokusili bez ohledu na vlastní ztráty poškodit či zničit co nejvíce britských lodí. Měli tím vybojovat mírnější podmínky příměří. Den před plánovanou akcí se však posádky mnohých lodí, včetně Badenu, vzbouřily a akce musela být zrušena. Tato událost vešla do dějin pod názvem Kielská vzpoura. Po válce byla loď, společně se zbytkem německého námořnictva, internována ve Scapa Flow.

### 1919–1921
Baden zůstal ve Scapa Flow, kde se velitel německé flotily v internaci, admirál Reuter dozvěděl, že německé lodě si rozdělí vítězné státy. Proto vydal 21. června 1919 rozkaz k potopení celé flotily, kdy Baden měl být potopen mezi posledními loděmi. Britům se ale podařilo ho dostat na mělčinu, a proto se stal jedinou německou větší lodí, kterou se podařilo zachránit. V červenci 1919 došlo k jeho vyzvednutí a následné přísné britské kontrole, kteří byli překvapeni zjištěním, že většina jeho vybavení byla kvalitnější, než u nejlepších britských bitevních lodí třídy Queen Elizabeth. Po této kontrole vyšlo rozhodnutí potopit Baden jako cíl dělostřelby z britských lodí. K tomu došlo dne 21. června 1921 při cvičných střelbách monitorem HMS Erebus.